# Thaiföld az 1956. évi nyári olimpiai játékokon
Thaiföld az ausztráliai Melbourne-ben és a svédországi Stockholmban megrendezett 1956. évi nyári olimpiai játékok egyik részt vevő nemzete volt. Az országot az olimpián 5 sportágban 35 sportoló képviselte, akik érmet nem szereztek.

## Atlétika
Férfi
| Versenyző                                                           | Versenyszám     | Előfutam   | Előfutam | Negyeddöntő | Negyeddöntő | Elődöntő | Elődöntő | Döntő   | Döntő    |
| Versenyző                                                           | Versenyszám     | Idő        | Hely.    | Idő         | Hely.       | Idő      | Hely.    | Idő     | Helyezés |
| ------------------------------------------------------------------- | --------------- | ---------- | -------- | ----------- | ----------- | -------- | -------- | ------- | -------- |
| Vanchak Voradilok                                                   | 100 m           | 11,5       | 5.       | kiesett     | kiesett     | kiesett  | kiesett  | kiesett | kiesett  |
| Sneh Wongchaoom                                                     | 100 m           | 11,8       | 6.       | kiesett     | kiesett     | kiesett  | kiesett  | kiesett | kiesett  |
| Paiboon Vacharapan                                                  | 100 m           | 11,3       | 4.       | kiesett     | kiesett     | kiesett  | kiesett  | kiesett | kiesett  |
| Paiboon Vacharapan                                                  | 200 m           | 23,8       | 4.       | kiesett     | kiesett     | kiesett  | kiesett  | kiesett | kiesett  |
| Manut Bumrungphuk                                                   | 200 m           | 23,4       | 6.       | kiesett     | kiesett     | kiesett  | kiesett  | kiesett | kiesett  |
| Montri Srinaka                                                      | 200 m           | 23,88      | 6.       | kiesett     | kiesett     | kiesett  | kiesett  | kiesett | kiesett  |
| Somsak Thonf Ar-Ram                                                 | 400 m           | 53,4       | 5.       | kiesett     | kiesett     | kiesett  | kiesett  | kiesett | kiesett  |
| Phoi Jaiswang                                                       | 800 m           | nincs adat | 9.       |             | kiesett     | kiesett  | kiesett  | kiesett |          |
| Somnuek Srisombat                                                   | 1500 m          | 4:30,0     | 15.      |             |             |          |          | kiesett | kiesett  |
| Vanchak Voradilok Paiboon Vacharapan Montri Srinaka Sneh Wongchaoom | 4 × 100 m váltó | 44,2       | 4.       |             | kiesett     | kiesett  | kiesett  | kiesett |          |

## Kosárlabda
| Thaiföldi férfi kosárlabdacsapat-játékoskeret                                                   | Thaiföldi férfi kosárlabdacsapat-játékoskeret                     |
| ----------------------------------------------------------------------------------------------- | ----------------------------------------------------------------- |
| - Mongkol Aimmanolrom - Visit Chaicharoen - Kirin Chavanwong - Surakit Rukpanich - Chan Sae-Lim | - Kuang Sae-Lim - Ampol Saranont - Chalaw Sonthong - Ta Sriratana |

### Eredmények
Csoportkör
A csoport
| Csapat                 | M | Gy | V | P+  | P–  | Pk   |
| ---------------------- | - | -- | - | --- | --- | ---- |
| Egyesült Államok (USA) | 3 | 3  | 0 | 320 | 122 | +198 |
| Fülöp-szigetek (PHI)   | 3 | 2  | 1 | 224 | 237 | –13  |
| Japán (JPN)            | 3 | 1  | 2 | 171 | 225 | –54  |
| Thaiföld (THA)         | 3 | 0  | 3 | 134 | 265 | –131 |

| 1956. november 23. | Fülöp-szigetek (PHI) | 94 – 55 | Thaiföld (THA) |  |
| 1956. november 23. | (34–24)              |         |                |  |

| 1956. november 24. | Egyesült Államok (USA) | 101 – 29 | Thaiföld (THA) |  |
| 1956. november 24. | (54–12)                |          |                |  |

| 1956. november 26. | Japán (JPN) | 70 – 50 | Thaiföld (THA) |  |
| 1956. november 26. | (66–23)     |         |                |  |

A 9–15. helyért
G csoport
| Csapat                  | M | Gy | V | P+  | P–  | Pk  |
| ----------------------- | - | -- | - | --- | --- | --- |
| Kínai Köztársaság (ROC) | 3 | 3  | 0 | 218 | 189 | +29 |
| Ausztrália (AUS)        | 3 | 2  | 1 | 258 | 208 | +50 |
| Szingapúr (SIN)         | 3 | 1  | 2 | 200 | 215 | –15 |
| Thaiföld (THA)          | 3 | 0  | 3 | 150 | 214 | –64 |

| 1956. november 27. | Ausztrália (AUS) | 87 – 48 | Thaiföld (THA) |  |
| 1956. november 27. | (48–23)          |         |                |  |

| 1956. november 28. | Szingapúr (SIN) | 62 – 50 | Thaiföld (THA) |  |
| 1956. november 28. | (29–26)         |         |                |  |

| 1956. november 29. | Kínai Köztársaság (ROC) | 65 – 52 | Thaiföld (THA) |  |
| 1956. november 29. | (35–31)                 |         |                |  |

A 13–15. helyért
| 1956. november 30. | Dél-Korea (KOR) | 61 – 47 | Thaiföld (THA) |  |
| 1956. november 30. | (33–28)         |         |                |  |

| Csapat         | Helyezés |
| -------------- | -------- |
| Thaiföld (THA) | 15.      |

## Labdarúgás
| Thaiföldi labdarúgócsapat-játékoskeret                                                                                  | Thaiföldi labdarúgócsapat-játékoskeret                                                                 |
| --- | --- |
| - Kasem Baikam - Samruay Chaiyonk - Prateep Chermudhai - Sukit Chitranukhroh - Surapong Chutimawong - Sophon Hayachanta | - Bumphen Luttimol - Suchart Mutugun - Vivathana Milinthachinda - Prasan Suvannasith - Wanchai Suvaree |

### Eredmények
Nyolcaddöntő
| 1956. november 26. 14:30 |

| Nagy-Britannia (GBR)                                                                  | 9–0               | Thaiföld |
| ------------------------------------------------------------------------------------- | ----------------- | -------- |
| Twissell 12' 20' Lewis 21' (11-esből) Laybourne 30' 82' 85' Bromilow 75' 78' Topp 90' | (4–0) Jegyzőkönyv |          |

| Melbourne Játékvezető: Nyikolaj Latisev (orosz) |

| Csapat         | Helyezés |
| -------------- | -------- |
| Thaiföld (THA) | =9.      |

## Ökölvívás
| Versenyző            | Versenyszám  | 32-es főtábla                | Nyolcaddöntő                | Negyeddöntő       | Elődöntő          | Döntő             | Helyezés |
| Versenyző            | Versenyszám  | Ellenfél Eredmény            | Ellenfél Eredmény           | Ellenfél Eredmény | Ellenfél Eredmény | Ellenfél Eredmény | Helyezés |
| -------------------- | ------------ | ---------------------------- | --------------------------- | ----------------- | ----------------- | ----------------- | -------- |
| Phajol Muangson      | Légsúly      | erőnyerő                     | Kenji Yonekura (JPN) · V    | kiesett           | kiesett           | kiesett           | 9.       |
| Vichai Limcharoen    | Harmatsúly   | erőnyerő                     | Carmelo Tomaselli (ARG) · V | kiesett           | kiesett           | kiesett           | 9.       |
| Nontasilp Thayansilp | Pehelysúly   | erőnyerő                     | André de Souza (FRA) · V    | kiesett           | kiesett           | kiesett           | 9.       |
| Sueb Chundakowsolaya | Könnyűsúly   | erőnyerő                     | Edward Beattie (CAN) · V    | kiesett           | kiesett           | kiesett           | 9.       |
| Chune Pattapong      | Kisváltósúly | Antonio Marcilla (USA) · RSC | kiesett                     | kiesett           | kiesett           | kiesett           | 17.      |

## Vitorlázás
Nyílt
| Versenyző                                              | Versenyszám | Futam | Futam | Futam | Futam | Futam | Futam | Futam | Pontszám | Helyezés |
| Versenyző                                              | Versenyszám | 1     | 2     | 3     | 4     | 5     | 6     | 7     | Pontszám | Helyezés |
| ------------------------------------------------------ | ----------- | ----- | ----- | ----- | ----- | ----- | ----- | ----- | -------- | -------- |
| Birabongse Bhanutej Bhanubandh Luang Pradiyat Navayudh | Csillaghajó | (0)   | 180   | 139   | 0     | 0     | 0     | 101   | 420      | 12.      |